# Raïon Sosnovski (oblast de Tcheliabinsk)
Le raïon Sosnovski (en russe : Сосновский район, Sosnovski raïon; littéralement: arrondissement des pins) est une subdivision administrative de l'oblast de Tcheliabinsk, en Russie. Son centre administratif est le village de Dolgodierievienkoïe.
Le réseau hydrographique du raïon demeure contaminé par l'incident nucléaire de Mayak.

## Géographie
Situé dans l'Oural, le territoire du raïon couvre 2 112 km2, dans la partie nord de l'oblast.
La région est globalement plate, avec un dénivelé n'excédant pas 150 mètres : La tourbière de Chiminski est 186 m, tandis que le point culminant est à 313 m d'altitude.
La superficie des terres agricoles est de 1 259 000 ha, tandis que la forêt couvre 56 300 ha.

## Économie
L'économie du raïon repose sur deux secteurs : l'industrie et l'agriculture.
Les petites entreprises, pesant peu dans la production économique ont néanmoins une grande importance sur le plan social et sur l'emploi local.

## Histoire
Le raïon Sosnovski a été créé en janvier 1924.

## Administration
Le raïon est subdivisé en 16 municipalités, regroupant 78 localités.
| №  | Municipalité                         | Centre               | Nombre de localité | Population (2002) |
| -- | ------------------------------------ | -------------------- | ------------------ | ----------------- |
| 1  | Municipalité d'Alichievskoïé         | Troubni              | 5                  | 2135              |
| 2  | Municipalité d'Arkhangelskoïé        | Arkhangelskoïé       | 1                  | 879               |
| 3  | Municipalité de Vozniesienka         | Vozniesienka         | 3                  | 2431              |
| 4  | Municipalité de Polgodierievienskoïé | Polgodierievienskoïé | 6                  | 9692              |
| 5  | Municipalité Iessaoulski             | Iessaoulski          | 1                  | 2637              |
| 6  | Municipalité de Krasnoïé Polié       | Krasnoïé Polié       | 5                  | 2287              |
| 7  | Municipalité de Kriemienkoul         | Kriemienkoul         | 11                 | 5242              |
| 8  | Municipalité Mirni                   | Mirni                | 7                  | 3901              |
| 9  | Municipalité de Siélskoïé            | Novi Kriemienkoul    | 1                  | 203               |
| 10 | Municipalité de Poliétaïevo          | Poliétaïevo          | 12                 | 10288             |
| 11 | Municipalité de Rochtchino           | Rochtchino           | 3                  | 6697              |
| 12 | Municipalité de Sakoulovo            | Sakoulovo            | 7                  | 3923              |
| 13 | Municipalité de Sargazi              | Sargazi              | 6                  | 3480              |
| 14 | Municipalité de Solnietchni          | Solnietchni          | 4                  | 1705              |
| 15 | Municipalité de Tietchienski         | Tietchienski         | 2                  | 1279              |
| 16 | Municipalité de Tominski             | Tominski             | 4                  | 1791              |